# Nibyłopatonos amu-daryjski
Nibyłopatonos amu-daryjski (Pseudoscaphirhynchus kaufmanni) – gatunek ryby jesiotrokształtnej z rodziny jesiotrowatych (Acipenseridae). Czasami nazywany „wielkim”, dla odróżnienia od pokrewnego, również amu-daryjskiego, ale znacznie mniejszego Pseudoscaphirhynchus hermanni.

## Występowanie
Zamieszkuje dorzecze Amu-darii. 

## Opis
Osiąga długość około 75 cm. Górny płat płetwy ogonowej jest silnie biczowato wydłużony. Na górnej części pyska występuje od 1 do 5 hakowato zakończonych kolców. U młodszych osobników kolce występują również na głowie. Trze się wiosną.

## Odżywianie
Młode osobniki żywią się larwami owadów. Starsze rybami głównie z rodziny piskorzowatych.